# West Samoset (Florida)
West Samoset es un lugar designado por el censo ubicado en el condado de Manatee en el estado estadounidense de Florida. En el Censo de 2010 tenía una población de 5.583 habitantes y una densidad poblacional de 1.618,32 personas por km².

## Geografía
West Samoset se encuentra ubicado en las coordenadas 27°28′13″N 82°33′19″O / 27.47028, -82.55528. Según la Oficina del Censo de los Estados Unidos, West Samoset tiene una superficie total de 3.45 km², de la cual 3.45 km² corresponden a tierra firme y (0%) 0 km² es agua.

## Demografía
Según el censo de 2010, había 5.583 personas residiendo en West Samoset. La densidad de población era de 1.618,32 hab./km². De los 5.583 habitantes, West Samoset estaba compuesto por el 57.71% blancos, el 23.36% eran afroamericanos, el 0.45% eran amerindios, el 0.13% eran asiáticos, el 0.21% eran isleños del Pacífico, el 14.44% eran de otras razas y el 3.71% pertenecían a dos o más razas. Del total de la población el 48.47% eran hispanos o latinos de cualquier raza.